# Напор

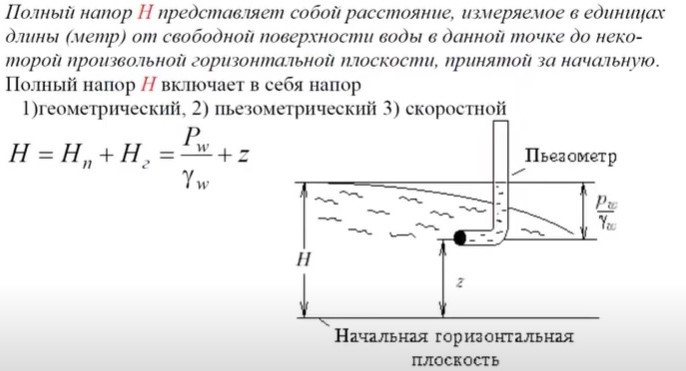
Полный напор

Напо́р (более точно по́лный напо́р) (в гидравлике и гидромеханике) — физическая величина, равная удельной энергии потока жидкости в рассматриваемой точке. Обычно рассматривается для течений несжимаемой жидкости в поле сил тяжести и определяется из уравнения Бернулли соотношением:
{\displaystyle H=z+{\frac {p}{\rho g}}+{\frac {v^{2}}{2g}},}
где {\displaystyle z} — вертикальная координата рассматриваемой точки относительно некоторого выбранного уровня (отсчитываемая вверх, против направления силы тяжести), {\displaystyle p} — давление в жидкости, {\displaystyle g} — ускорение свободного падения, {\displaystyle v} — модуль скорости жидкости. Единица напора в Международной системе единиц (СИ) — метр, в системе СГС — сантиметр.
Пьезометрическим напором называют величину
{\displaystyle H=z+{\frac {p}{\rho g}},}
которую удобно использовать в гидрологических измерениях, т.к. эта величина с точностью до постоянного слагаемого равна высоте столба жидкости в колене водяного манометра.
Входящие в выражение для полного напора слагаемые имеют специальные названия:
- {\displaystyle z} — геометрическая (нивелирная) высота[2],
- {\displaystyle p/(\rho g)} — пьезометрическая высота[2],
- {\displaystyle {\frac {v^{2}}{2g}}} — скоростная высота[2] (скоростной напор).

При стационарном течении несжимаемой идеальной (невязкой) жидкости в силу интеграла Бернулли полный напор сохраняется вдоль линии тока.  При течении реальных жидкостей вдоль линии тока напор уменьшается за счёт диссипативных процессов (вязкого трения). Разность напора в двух поперечных сечениях потока реальной жидкости называется потерянным напором (гидравлическими потерями, утратами напора).
Понятие о напоре используется при проектировании гидротехнических сооружений и решении многих задач гидравлики и гидродинамики. При использовании метода электрогидравлических аналогий гидравлический напор аналогичен электрическому напряжению (в то время как подача или расход аналогичны силе тока). Потерянный напор аналогичен падению напряжения.